# Державний архів Рівненської області
Державний архів Рівненської області — знаходиться в Рівному.

## Адреса
- 33014 Україна, Рівне, вул. С.Бандери, 26-а (корпус 1)
- 33014 Україна, Рівне, вул. Кавказька, 8 (корпус 2)

## Історія
Архів створено в березні 1940 року. З 1941-го це державний архів Рівненської області.
1 січня 1949 року в облдержархіві налічувалось 267 фондів на 250,531 справу, 8220 книг та журналів, 250 комплектів газет та 9341 кг розсипу (80 % документів польською мовою).
В жовтні 1958-го архів перейменовано на Рівненський обласний державний архів, 1980 він отримав сучасну назву — Державний архів Рівненської області.
20 травня 2000 року підписано документи про співпрацю між рівненським архівом і архівом Пйотркув-Трибунальський (Польща). У вересні 2000 та травні 2001 року працівники держархіву відвідали Польщу для обміну досвідом з польськими колегами (Варшава, Лодзь, Пйотркув-Трибунальський, Ченстохова).
З липня 2001 року розпочато забезпечення держархіву комп'ютерами.

### Відділи
В складі обласного державного архіву працювали такі відділи:
- відділ дорадянських фондів;
- відділ фондів жовтневого перевороту;
- відділ секретних фондів;
- відділ науково-довідкової літератури.

## Матеріали
Серед документів: спогади партизанів-розвідників Другої світової війни, зведення інформбюро про зайняття Рівненщини червоною армією (голос Левітана), спогади членів КПЗУ, репортажі, мітинг з пуску першого енергоблоку Рівненської АЕС, передачі, про 700-річчя Рівного, 50-річчя утворення Рівненської області.

## Медіа
Значна частина фонодокументів розповідає про болгарсько-радянські стосунки, про перебування в Рівному болгар з Видина, про допомогу рівненчан у відбудові населених пунктів Вірменії після землетрусу, виступи на святі 430-річчя Пересопницького євангелія, передача про знищення останньої ракети в Сарнах (1991), відкриття пам'ятника Шевченку в Дубно; бесіда Кравчука з земляками у с. Великий Житин Рівненського району; репортаж про відкриття пам'ятника Шевченку у Рівному (1999); репортаж про перебування Кучми на Рівненщині, передачі про проведення фестивалів «Пісні над Горинню», телетурніру «Сонячні кларнети», виступи учасників художньої самодіяльності.

## Транспорт
- Корп. 1 — тролейбус № 3 (зуп. «Кооперативний технікум»), маршрутне таксі № 33, 46 (зуп. «Гуманітарний університет»)
- Корп. 2 — знаходиться біля залізничного вокзалу.